# Václav Hanka

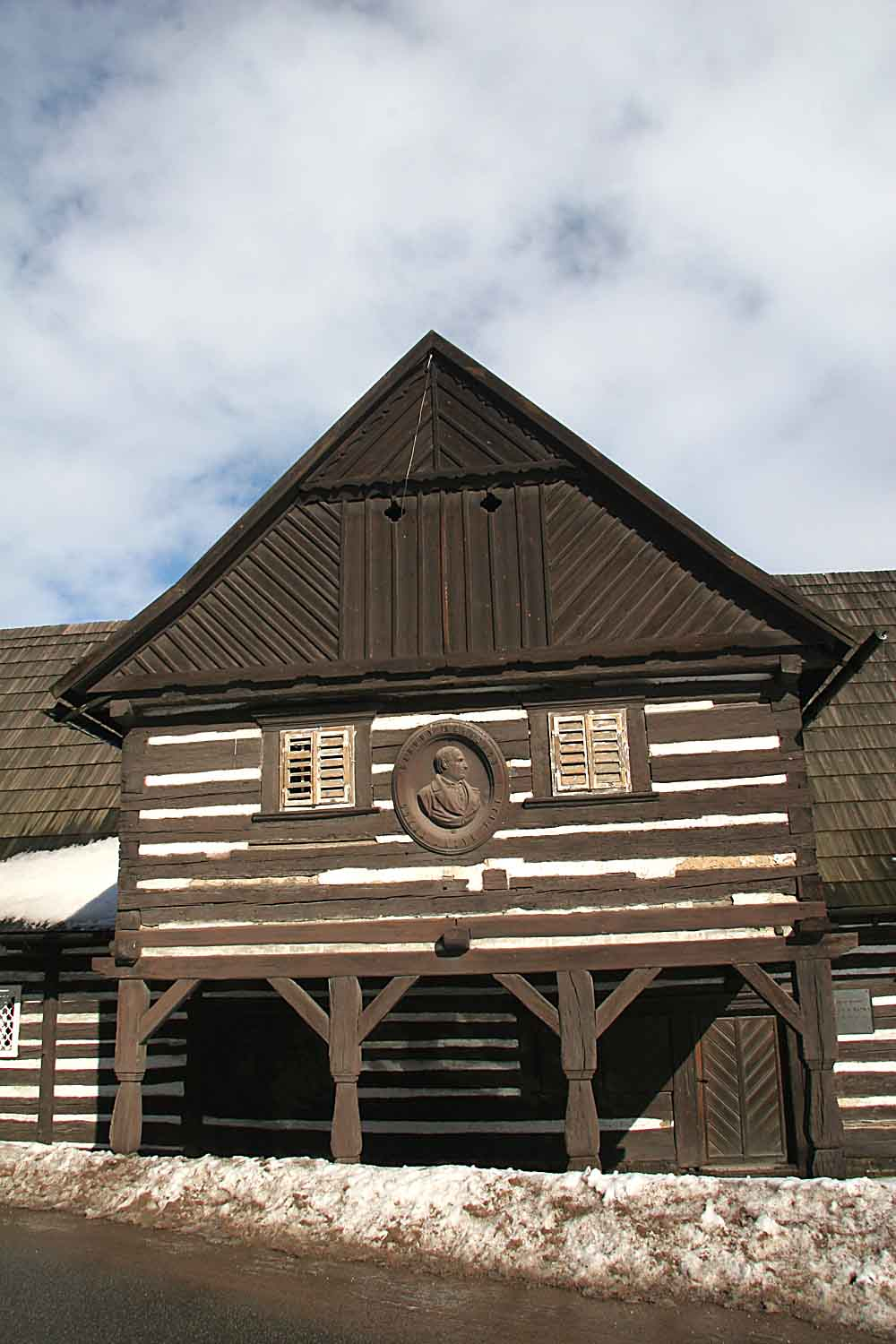
Hanka szülőháza

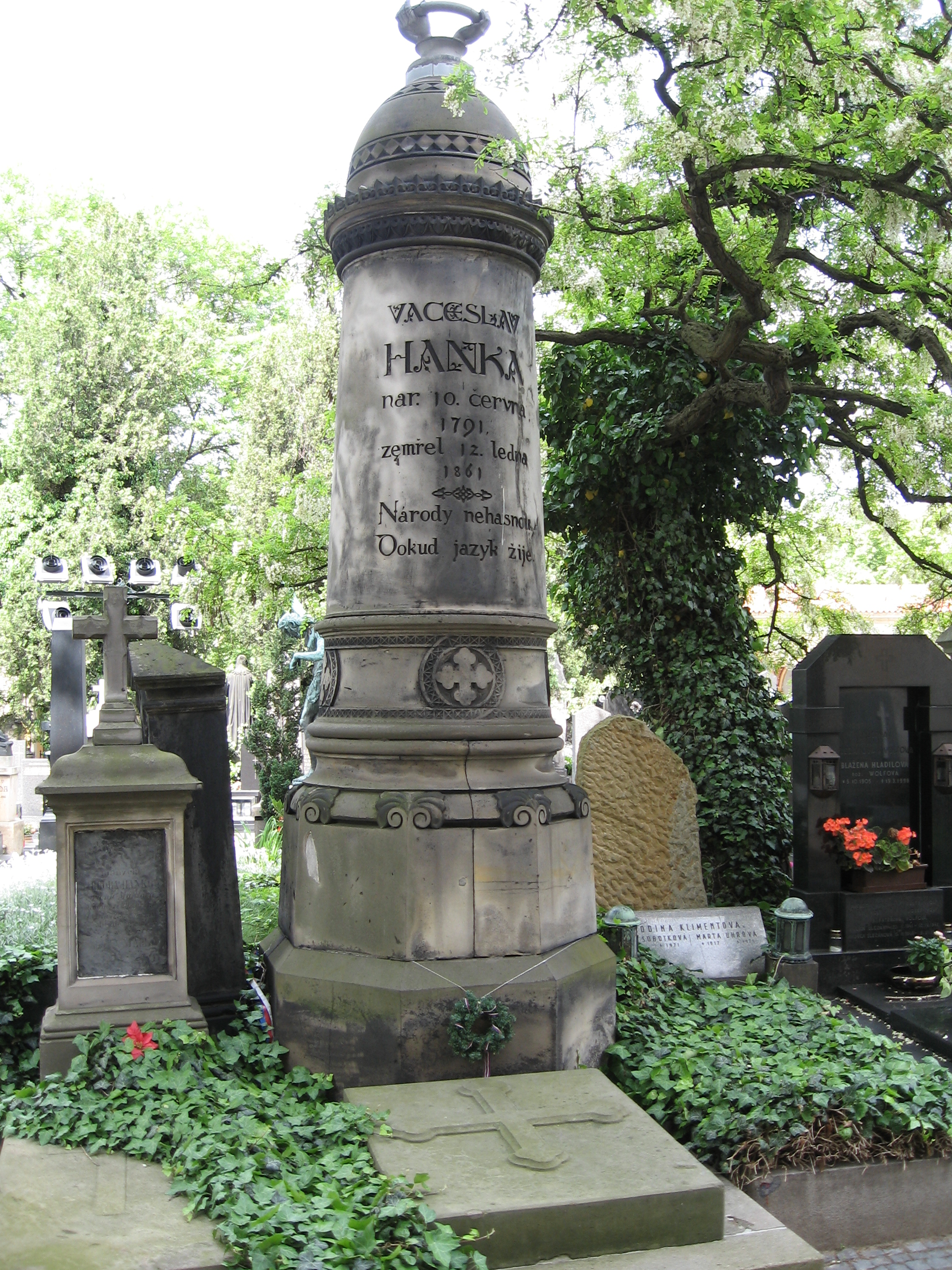
Síremléke Prágában

Václav Hanka (Hořiněves, 1791. június 10. – Prága, 1861. január 12.) cseh régész és nyelvtudományi író.

## Életpályája
Königgrätzben, Prágában és Bécsben tanult és irodalomra adta magát. 1818-tól a prágai cseh múzeum könyvtárnoka volt és egyúttal az egyetemen a szláv nyelveket tanította. Első irodalmi kísérletei dalok voltak (Pisnebreve, 1815); azután szerb népdalokat fordított (1817), majd Gessner Idylljeit (1819) és az Igor-éneket (1821) stb. Főképpen a cseh filológia és régészet terén szerzett érdemeket. Munkái felébresztették a csehekben a hazájuk múltja és régi irodalma iránti érdeklődést. Hanka, aki a legtöbb szláv nyelvet ismerte és összeköttetésben állt a legtöbb szláv tudóssal, erős támogatója volt a pánszlávizmusnak. Kiadványai közt azonban vannak kétségtelen hamisítványok, melyek egyszerűen tőle származtak. Ezek nevét az utóbbi időkben rossz hírűvé tették. 1817-1826 között kiadta a Starobylá skladanie öt kötetét, melyben régi nyelvemlékeket tett közz.,1819-ben pedig az általa megtalált Königinhofi töredéket. 1833-ban egy szótárgyűjteményt adott ki, köztük a Mater Verborum hamisított glosszáit, továbbá a Reimsi evangéliumot, a Dalimil-krónikát, az ó-cseh Nikodemus-evangéliumot és a hamisított grünebergi kéziratot, végül több szláv nyelvtant.

## Magyarul
- A királyudvari kézirat. Költemények a csehek őskorából; ford. Riedl Szende; Haase Ny., Prága, 1856